# Аламбон
Аламбон (фр. Alembon) насеље је и општина у североисточној Француској у региону Север-Па де Кале, у департману Па де Кале која припада префектури Кале.
По подацима из 2011. године у општини је живело 621 становника, а густина насељености је износила 69,23 становника/km². Општина се простире на површини од 8,97 km². Налази се на средњој надморској висини од 106 метара (максималној 191 m, а минималној 90 m).

## Демографија
| 1962. | 1968. | 1975. | 1982. | 1990. | 1999. | 2011. |
| ----- | ----- | ----- | ----- | ----- | ----- | ----- |
| 397   | 413   | 413   | 395   | 358   | 395   | 621   |

График промене броја становника у току последњих година